# Curt Adolph Netto

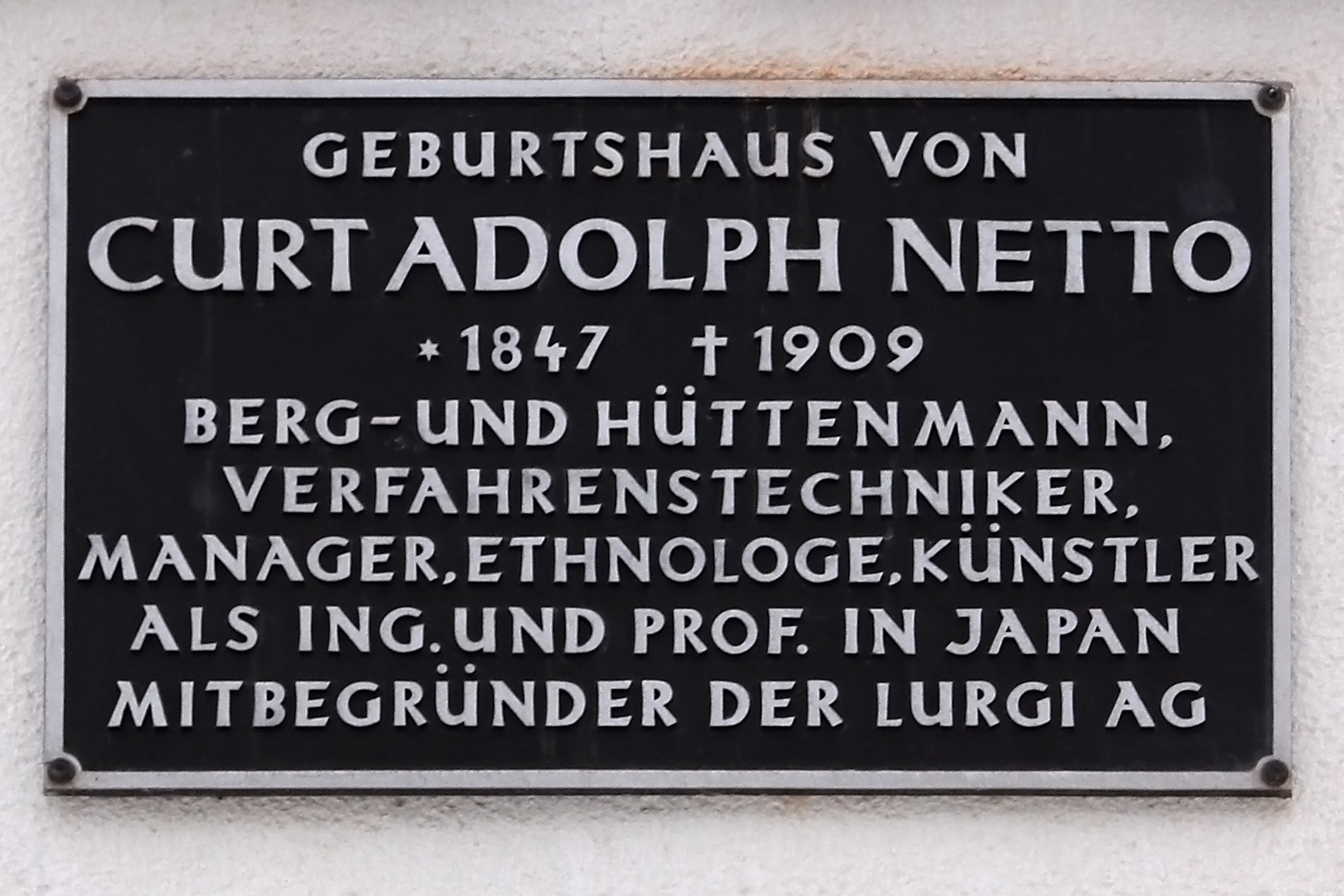
Tafel an seinem Geburtshaus in Freiberg

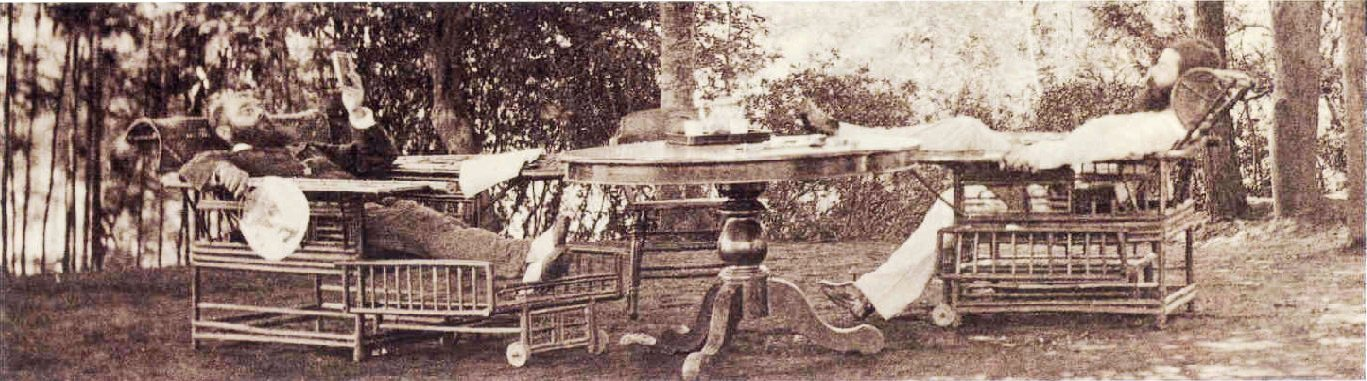
Curt Netto, links Erwin Bälz

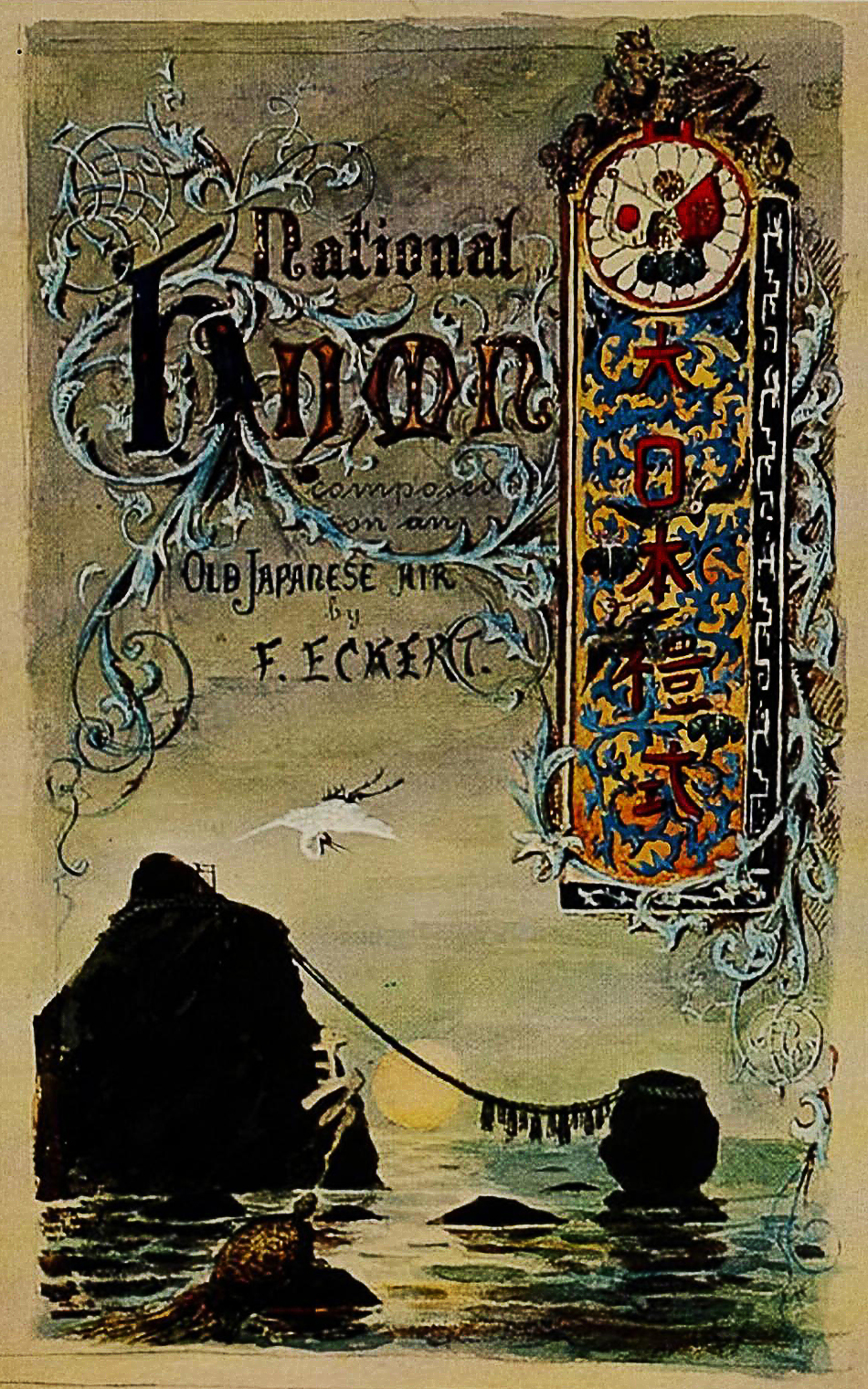
Umschlagentwurf von Curt Netto für die von Franz Eckert bearbeitete Partitur der japanischen Nationalhymne (1880)

Curt Adolph Netto (* 21. August 1847 in Freiberg; † 7. Februar 1909 in Frankfurt am Main) war ein deutscher Metallurge und Autor. Er gilt als Wegbereiter für die industrielle Nutzbarmachung des Aluminiums.

## Leben
Netto entstammte einer Bergbeamtenfamilie, sein Vater war Gustav Adolph Netto. Er besuchte in Freiberg die Knabenbürgerschule und nach der Versetzung seines Vaters als Berggeschworener in Schneeberg die dortige Bürgerschule. 1860 kehrte Netto nach Freiberg zurück, um seine Schulbildung am Freiberger Gymnasium fortzusetzen. Er immatrikulierte sich 1864 an der Bergakademie Freiberg und trat in das Corps Saxo-Borussia Freiberg ein. Nach Beendigung der Studien im Jahre 1869 und einem freiwilligen Militärdienst in Schneeberg folgte die Einberufung in den Deutsch-Französischen Krieg, in dem er mit dem Eisernen Kreuz II. Klasse dekoriert wurde.
Ab 1871 erhielt Netto im Schmelzfarbenwerk seines Schwagers Curt Geitner in Schneeberg eine Stelle als Chemiker. 1873 wurde er zum Direktor der Blei- und Silberminen in Kosaka (Akita) auf der Insel Honshū berufen. Er modernisierte in seiner bis 1877 dauernden Amtszeit die Bergwerksanlagen und führte neue Verhüttungsmethoden ein.
Nach der Privatisierung der Gruben von Kosaka wurde Netto 1877 zum Dozenten für Metallurgie und ab 1878 zum Professor für Bergbau- und Hüttenkunde an die Universität Tokio berufen. Bereits 1873 gehörte Netto zu den Gründern der Deutschen Gesellschaft für Natur- und Völkerkunde Asiens (OAG). Zwischen 1882 und 1883 ließ er sich für ein Jahr zum Antritt einer Forschungsreise nach Europa, Mexiko und die Vereinigten Staaten beurlauben.
Im Juni 1885 empfing ihn der Tennō zur Verleihung des Ordens der Aufgehenden Sonne. Nachdem er im November 1885 seine Lehrtätigkeit beendet hatte, reiste Netto 1886 nach Europa zurück, weil sich über das Ansehen der europäischen Kultur und die Bedeutung der „Kontraktausländer“ (O-yatoi gaikokujin) in der japanischen Bevölkerung ein Stimmungswandel vollzogen hatte. Nach seiner Rückkehr war er gezwungen, Teile seiner ansehnlichen Sammlung japanischer Holzschnitte zu verkaufen, da er seine Ersparnisse 1886 bei einer Bankenpleite in Kanton verloren hatte. Viele davon gingen an den Kunstsammler und -händler Siegfried Bing (alias Samuel Bing) in Paris und trugen so entscheidend zum Aufkommen des Japonismus bei.
1886 arbeitete Netto in Paris bei Konsul Martin Michael Bair. Zwischen 1887 und 1889 bei der Friedrich Krupp AG angestellt, entwickelte er ein neues patentiertes Verfahren zur Aluminiumherstellung über die Natriumreduktion aus Kryolith, was jedoch durch die Entwicklung der Schmelzelektrolyse schnell uneffektiv wurde.  1889 wurde Netto auf Empfehlung von Clemens Winkler, seit 1883 im Aufsichtsrat der Metallgesellschaft in Frankfurt am Main, zum Leiter der Technischen Abteilung der Metallgesellschaft berufen. Nach der Ausgründung der Metallurgischen Gesellschaft im Jahre 1897 stand Netto gemeinsam mit Richard de Neufville dem Unternehmen vor, für das er das Kürzel Lurgi entwickelte.
1899 heiratete Netto. Aus der Ehe mit Emily Nothwang gingen drei Kinder hervor. Im Jahre 1902 legte Netto aus gesundheitlichen Gründen die Vorstandsgeschäfte nieder und wechselte in den Aufsichtsrat. Ab 1906 kurte Netto seiner angegriffenen Gesundheit wegen regelmäßig im Solbad Bad Nauheim. Curt Adolph Netto starb im 62. Lebensjahr in Frankfurt.

## Schriften
Netto verfasste mehrere montanistische und metallurgische Fachpublikationen, die insbesondere auf seiner Tätigkeit in Japan basieren und die dortigen Verhältnisse darstellen. Von seinen Reisen nach Japan brachte er Zeichnungen und Skizzen mit. Seine bedeutsamsten Schriften sind die kunst- und kulturgeschichtlichen Werke:
- Netto, Curt: Papierschmetterlinge aus Japan. Nach Skizzen des Verfassers illustriert von Paul Bender. T. O. Weigel, Leipzig 1888.
- Netto, Curt: Japanischer Humor (mit Gottfried Wagener), Brockhaus, Leipzig 1901. (Digitalisat)

- Netto, Curt: Aus Japan. In: Die Kunst für alle: Malerei, Plastik, Graphik, Architektur, Heft 3, 1887–1888, S. 120 (doi:10.11588/diglit.9418.48 Digitalisat)

- Netto, Curt: Notizen über die Mansfelder, Ober- und Unterharzer Hüttenprocesse. Manuskript, 1867.

(https://www.deutsche-digitale-bibliothek.de/item/UOOEHZRQOCE5Z7SVXUMICA2FYLJXDTSL?query=affiliate%3A%28Curt+Netto%29&rows=20&offset=0&viewType=list&firstHit=I5B2CLDBUPE2FXSYKC4PJH5FZ6IIIOK2&lastHit=lasthit&hitNumber=2 Digitalisat)